# Afrikaspiele 2019/Leichtathletik – 200 m der Männer
Der 200-Meter-Lauf der Männer bei den Afrikaspielen 2019 fand am 29. und 30. August im Stade Moulay Abdallah in Rabat statt.
51 Sprinter aus 30 Ländern nahmen an dem Wettbewerb teil. Die Goldmedaille gewann Sydney Siame mit 20,35 s, Silber ging an Divine Oduduru mit 20,54 s und die Bronzemedaille gewann Anaso Jobodwana mit 20,56 s.

## Rekorde
| Weltrekord        | Usain Bolt       | 19,19 s | Weltmeisterschaften in Berlin, Deutschland | 20. August 2009    |
| Rekord der Spiele | Francis Obikwelu | 20,06 s | Afrikaspiele in Johannesburg, Südafrika    | 18. September 1999 |

## Vorläufe
Aus den acht Vorläufen qualifizierten sich die jeweils zwei Ersten jedes Laufes – hellblau unterlegt – und zusätzlich die acht Zeitschnellsten – hellgrün unterlegt – für das Halbfinale.

### Lauf 1
29. August 2019, 10:47 Uhr

Wind: +0,5 m/s
| Platz | Bahn | Athlet                         | Land             | Zeit (s) |
| ----- | ---- | ------------------------------ | ---------------- | -------- |
| 1     | 8    | Elie Jonathan Denis Bardottier | Mauritius        | 21,11    |
| 2     | 5    | Gideon Ernst Narib             | Namibia          | 21,12    |
| 3     | 2    | Tatenda Tsumba                 | Simbabwe         | 21,13    |
| 4     | 4    | Karabo Mothibi                 | Botswana         | 21,25    |
| 5     | 7    | Alford Conteh                  | Sierra Leone     | 22,09    |
| 6     | 6    | Villarubia Santander           | Äquatorialguinea | 22,81    |
| 7     | 3    | Cheick Aboubacar Camara        | Guinea           | 22,88    |

### Lauf 2
29. August 2019, 10:54 Uhr

Wind: −0,3 m/s
| Platz | Bahn | Athlet              | Land           | Zeit (s) |
| ----- | ---- | ------------------- | -------------- | -------- |
| 1     | 5    | Mike Mokamba        | Kenia          | 20,91    |
| 2     | 2    | Martin Owusu-Antwi  | Ghana          | 20,94    |
| 3     | 7    | Mosito Lehata       | Lesotho        | 21,05    |
| 4     | 8    | Kundai Maguranyanga | Simbabwe       | 21,47    |
| 5     | 4    | Sengan Jobe         | Gambia         | 21,74    |
| 6     | 6    | Aboubabacar Barry   | Guinea         | 22,40    |
|       | 3    | Arthur Cissé        | Elfenbeinküste | DNS      |

### Lauf 3
29. August 2019, 11:01 Uhr

Wind: −0,4 m/s
| Platz | Bahn | Athlet                      | Land                         | Zeit (s) |
| ----- | ---- | --------------------------- | ---------------------------- | -------- |
| 1     | 2    | Dan Kiviasi                 | Kenia                        | 21,10    |
| 2     | 8    | Andile Vincent Lusenga      | Eswatini                     | 21,44    |
| 3     | 6    | Henry Bandiaky              | Senegal                      | 21,59    |
| 4     | 7    | Ibrahim Diomande            | Elfenbeinküste               | 21,83    |
| 5     | 3    | Henok Birhanu Kasa          | Äthiopien                    | 21,95    |
| 6     | 4    | Mabrouk Matar               | Tschad                       | 22,11    |
| 7     | 5    | Yannick Badibanga Tshibenga | Demokratische Republik Kongo | 22,65    |

### Lauf 4
29. August 2019, 11:08 Uhr

Wind: +0,4 m/s
| Platz | Bahn | Athlet             | Land      | Zeit (s) |
| ----- | ---- | ------------------ | --------- | -------- |
| 1     | 7    | Sydney Siame       | Sambia    | 20,61    |
| 2     | 5    | Ogho-Oghene Egwero | Nigeria   | 20,75    |
| 3     | 6    | Chederick van Wyk  | Südafrika | 20,87    |
| 4     | 8    | Ali Khamis Gulam   | Tansania  | 21,25    |
| 5     | 4    | Stern Noel Liffa   | Malawi    | 21,31    |
| 6     | 2    | Nathan Abebe       | Äthiopien | 22,15    |
|       | 3    | Emmanuel Eseme     | Kamerun   | DNS      |

### Lauf 5
29. August 2019, 11:15 Uhr

Wind: +–0,0 m/s
| Platz | Bahn | Athlet                  | Land      | Zeit (s) |
| ----- | ---- | ----------------------- | --------- | -------- |
| 1     | 3    | Sibusiso Matsenjwa      | Eswatini  | 20,84    |
| 2     | 6    | Emmanuel Arowolo        | Nigeria   | 21,05    |
| 3     | 7    | Alieu Joof              | Südafrika | 21,33    |
| 4     | 8    | Benson Okot             | Uganda    | 21,48    |
| 5     | 2    | Benjamini Michael Kulwa | Tansania  | 22,71    |
|       | 4    | Kamuaruuma Sydney       | Namibia   | DNF      |
|       | 5    | Baboloki Tirelo Thebe   | Botswana  | DNF      |

### Lauf 6
29. August 2019, 11:22 Uhr

Wind: +0,3 m/s
| Platz | Bahn | Athlet              | Land         | Zeit (s) |
| ----- | ---- | ------------------- | ------------ | -------- |
| 1     | 8    | Divine Oduduru      | Nigeria      | 20,73    |
| 2     | 6    | Guy Maganga         | Gabun        | 20,86    |
| 3     | 3    | Leaname Maotoanong  | Botswana     | 20,92    |
| 4     | 7    | Joseph Paul Amoah   | Ghana        | 21,20    |
| 5     | 4    | Alpha Breezy Kamara | Sierra Leone | 23,65    |
|       | 2    | Alexander Bock      | Namibia      | DNS      |
|       | 5    | Leeroy Hinriette    | Seychellen   | DNS      |

### Lauf 7
29. August 2019, 11:29 Uhr

Wind: +0,2 m/s
| Platz | Bahn | Athlet                       | Land                  | Zeit (s) |
| ----- | ---- | ---------------------------- | --------------------- | -------- |
| 1     | 8    | Anaso Jobodwana              | Südafrika             | 20,91    |
| 2     | 5    | Mehdi Takordmiqui            | Marokko               | 20,92    |
| 3     | 4    | Raphael Ngague Mberlina      | Kamerun               | 21,38    |
| 4     | 3    | Moustapha Hyacinthe Traore   | Mali                  | 21,72    |
| 5     | 7    | Phomolo Lekhoana             | Lesotho               | 21,83    |
| 6     | 2    | Esmaiel dos Ramos O. Freitas | São Tomé und Príncipe | 22,57    |
|       | 6    | Pius Adome                   | Uganda                | DNF      |

### Lauf 8
29. August 2019, 11:36 Uhr

Wind: +0,3 m/s
| Platz | Bahn | Athlet           | Land           | Zeit (s) |
| ----- | ---- | ---------------- | -------------- | -------- |
| 1     | 4    | Edwin Gadayi     | Ghana          | 20,81    |
| 2     | 2    | Ebrima Camara    | Gambia         | 20,84    |
| 3     | 6    | Ngoni Makusha    | Simbabwe       | 20,93    |
| 4     | 5    | Adzeu Yapo Jacky | Elfenbeinküste | 21,43    |
| 5     | 3    | Gift Kawale      | Malawi         | 22,05    |
|       | 7    | Fabrice Dabla    | Togo           | DNF      |
|       | 8    | Sharry Dodin     | Seychellen     | DNS      |

## Halbfinale
Aus den drei Halbfinalläufen qualifizierten sich die jeweils zwei Ersten jedes Laufes – hellblau unterlegt – und zusätzlich die zwei Zeitschnellsten – hellgrün unterlegt – für das Finale.

### Lauf 1
29. August 2019, 16:58 Uhr

Wind: +0,9 m/s
| Platz | Bahn | Athlet                         | Land      | Zeit (s) |
| ----- | ---- | ------------------------------ | --------- | -------- |
| 1     | 3    | Divine Oduduru                 | Nigeria   | 20,45    |
| 2     | 6    | Guy Maganga                    | Gabun     | 20,71    |
| 3     | 4    | Mike Mokamba                   | Kenia     | 20,72    |
| 4     | 7    | Leaname Maotoanong             | Botswana  | 20,78    |
| 5     | 2    | Mosito Lehata                  | Lesotho   | 20,87    |
| 6     | 5    | Elie Jonathan Denis Mardottier | Mauritius | 20,98    |
| 7     | 8    | Andilie Vincent Lusenga        | Eswatini  | 21,25    |
|       | 1    | Joseph Paul Amoah              | Ghana     | DNS      |

### Lauf 2
29. August 2019, 17:05 Uhr

Wind: +0,0 m/s
| Platz | Bahn | Athlet             | Land      | Zeit (s) |
| ----- | ---- | ------------------ | --------- | -------- |
| 1     | 6    | Sydney Siame       | Sambia    | 20,67    |
| 2     | 5    | Anaso Jobodwana    | Südafrika | 20,82    |
| 3     | 8    | Martin Owusu-Antwi | Ghana     | 20,97    |
| 4     | 7    | Emmanuel Arowolo   | Nigeria   | 21,01    |
| 5     | 4    | Dan Kiviasi        | Kenia     | 21,02    |
| 6     | 2    | Ngoni Makusha      | Simbabwe  | 21,08    |
| 7     | 3    | Mehdi Takordmioui  | Marokko   | 21,25    |
|       | 1    | Karabo Mothibi     | Botswana  | DNS      |

### Lauf 3
29. August 2019, 17:12 Uhr

Wind: −0,2 m/s
| Platz | Bahn | Athlet             | Land      | Zeit (s) |
| ----- | ---- | ------------------ | --------- | -------- |
| 1     | 5    | Ogho-Oghene Egwero | Nigeria   | 20,76    |
| 2     | 4    | Sibusiso Matsenjwa | Eswatini  | 20,80    |
| 3     | 3    | Ebrima Camara      | Gambia    | 20,82    |
| 4     | 6    | Edwin Gadayi       | Ghana     | 20,92    |
| 5     | 7    | Gideon Ernst Narib | Namibia   | 21,17    |
| 6     | 8    | Chederick van Wyk  | Südafrika | 21,22    |
| 7     | 1    | Ali Khamis Gulam   | Tansania  | 21,33    |
|       | 2    | Tatenda Tsumba     | Simbabwe  | DSQ 1    |

## Finale
30. August 2019, 17:05 Uhr

Wind: −0,8 m/s
| Platz | Bahn | Athlet             | Land      | Zeit (s) |
| ----- | ---- | ------------------ | --------- | -------- |
|       | 6    | Sydney Siame       | Sambia    | 20,35    |
|       | 3    | Divine Oduduru     | Nigeria   | 20,54    |
|       | 7    | Anaso Jobodwana    | Südafrika | 20,56    |
| 4     | 5    | Guy Maganga Gorra  | Gabun     | 20,77    |
| 5     | 8    | Sibusiso Matsenjwa | Eswatini  | 20,83    |
| 6     | 4    | Ogho-Oghene Egwero | Nigeria   | 21,00    |
| 7     | 2    | Leaname Maotoanong | Botswana  | 21,04    |
| 8     | 1    | Mike Mokamba       | Kenia     | 21,05    |